# 88 a.C.

## Eventos
- Lúcio Cornélio Sula e Quinto Pompeu Rufo, cônsules romanos.
- Quarto e último ano da Guerra Social entre a República de Roma e as comunidades Latinas de Itália, com vitória republicana.

- Segundo ano da Primeira Guerra Mitridática contra Mitrídates VI do Ponto.
  - 80 000 romanos são mortos na Anatólia nas chamadas Vésperas asiáticas.
- Sula invade Roma e declara Caio Mário um fora-da-lei, dando início à Primeira Guerra Civil da República Romana.

## Nascimentos
- São Joaquim, santo católico e pai da Virgem Maria (m. 8 a.C.)

## Mortes
- Marco Emílio Escauro, político romano